# 杉森万之輔
杉森 万之輔（萬之輔、すぎもり まんのすけ、1884年（明治17年）11月21日 - 没年不明）は、昭和時代前期の政治家、俳人。三重県上野市長。雅号は干柿。

## 経歴
三重県出身。上野中学（現三重県立上野高等学校）を卒業する。
上野町助役となり、全国に先駆け上下水道の完成、町営塵芥焼却炉、町立保育園の建設、公共的企業の創設や育成、伊賀文化産業城の建設などに尽力した。
1939年（昭和14年）11月、同町長となった。1941年（昭和16年）9月に町長を退任した。同年11月29日、周辺自治体との合併で発足した上野市の初代市長となった。
町長時代には市制施行の実現、市長に就任後は市民福祉の向上、地域産業の育成、工場誘致や市域拡張の諸政策を遂行した。1946年（昭和21年）11月18日に市長を辞職した。その後、公職追放となる。
1967年（昭和42年）9月10日、上野市名誉市民の称号を受けた。1969年（昭和44年）の受勲時は上野信用金庫（現・北伊勢上野信用金庫）理事長として信用金庫業に従事。

## 栄典
- 1969年（昭和44年）4月 - 勲五等双光旭日章[7]